# لكمة بن عاطف (المفلحي)

تعديل مصدري - تعديل

لكمة بن عاطف هي إحدى قرى عزلة المفلحي بمديرية المفلحي التابعة لمحافظة لحج، بلغ تعداد سكانها 113 نسمة حسب تعداد اليمن لعام 2004.